# Parapsestis
Parapsestis is een geslacht van vlinders van de familie eenstaartjes (Drepanidae), uit de onderfamilie Thyatirinae.

## Soorten
- P. argenteopicta (Oberthür, 1879)
- P. baibarana Matsumura, 1931
- P. dysanacrita (West, 1932)
- P. lichenea (Hampson, 1893)
- P. meleagris Houlbert, 1921
- P. taiwana (Wileman, 1911)
- P. tomponis (Matsumura, 1933)
- P. umbrosa (Wileman, 1911)